# Ján Rašo
Ján Rašo (22. června 1913, Budmerice – 26. září 1944, Tri Studničky) byl příslušník finanční stráže, kapitán in memoriam, účastník Slovenského národního povstání, aktivní lyžař a protifašistický bojovník.

## Životopis
Roku 1933 byl přijat do dobrovolné vojenské služby, kde působil do 1. února 1937, kdy vstoupil do sboru československé pohraniční Finanční stráže. Během Slovenského národního povstání pomohl ve Vysokých Tatrách vybudovat odbojovou skupinu z příslušníků četnictva a pohraniční finanční stráže. Dne 20. září 1944 se tato skupina přidala k partyzánskému oddílu Vysoké Tatry.
Ján Rašo padl dne 26. září 1944 v boji s německými vojáky na „Třech studánkách“. Pochován je na Štrbském Plese spolu se Štefanem Morávkou. V roce 1946 byl povýšen do hodnosti kapitána a inspektora 1. třídy finanční stráže a vyznamenán Řádem SNP 1. třídy, in memoriam. Jeho jméno nesla chata u Tří studánek ve Vysokých Tatrách, která v roce 1998 vyhořela. Pamětní tabule s jeho jménem je umístěna v sektoru G15, na symbolickém hřbitově u Popradského plesa.

## Ocenění
- Inspektor 1. třídy finanční stráže, in memoriam
- Kapitán, in memoriam
- Řád Slovenského národního povstání I. třídy, in memoriam